# Piper multimammosum
Piper multimammosum är en pepparväxtart som beskrevs av William Trelease. Piper multimammosum ingår i släktet Piper och familjen pepparväxter. Utöver nominatformen finns också underarten P. m. glabratum.